# Daniela Fra
Daniela Fra Palmer (Torrejón de Ardoz, 29 de febrero de 2000) es una atleta española especialista en las carreras de velocidad y de  vallas. Ganó una medalla de oro en los Relevos Mundiales 2025, en la prueba de 4 × 400 m.

## Trayectoria deportiva
En 2024 hizo su debut internacional absoluto en el Campeonato Iberoamericano, logrando la medalla de plata en su prueba de los 400 m vallas. Un mes más tarde participó en su primer gran campeonato, el Campeonato de Europa, donde llegó a la semifinal.
En la temporada invernal de 2025 corrió los 400 m lisos y sus buenos resultados la llevaron a formar parte de los equipos españoles de relevos 4 × 400 m femenino y mixto en el Campeonato de Europa en Pista Cubierta. Con ambos combinados consiguió la cuarta plaza final y sendos récords de España.
En los Relevos Mundiales 2025 consiguió la medalla de oro en el relevo 4 × 400 m (junto con Paula Sevilla, Eva Santidrián y Blanca Hervás), superando a los equipos de Estados Unidos y Sudáfrica con un tiempo de 3:24,13, de nuevo batiendo el récord de España. También participó en el Campeonato de Europa por Equipos, donde solo pudo ser decimoquinta en su prueba de los 400 m vallas al caerse en la parte final de la carrera.

## Palmarés internacional
| Relevos Mundiales | Relevos Mundiales | Relevos Mundiales | Relevos Mundiales |
| Año               | Lugar             | Medalla           | Prueba            |
| ----------------- | ----------------- | ----------------- | ----------------- |
| 2025              | Cantón (China)    | Medalla de oro    | 4 × 400 m         |

## Competiciones internacionales
| Representando a España \| Año \| Competición \| Sede \| Puesto \| Prueba \| Marca \| \| ---- \| -------------------------------------- \| --------- \| ---------------- \| --------------- \| ---------- \| \| 2021 \| Campeonato Europeo Sub-23 \| Tallin \| 12.º (sf.) \| 400 m vallas \| 57.96 \| \| 2024 \| Campeonato Iberoamericano \| Cuiabá \| Medalla de plata \| 400 m vallas \| 55.73 \| \| 2024 \| Campeonato de Europa \| Roma \| 23.º (sf.) \| 400 m vallas \| 56.27[n 1] \| \| 2025 \| Campeonato de Europa en pista cubierta \| Apeldoorn \| 4.º \| 4 × 400 m mixto \| 3:17.12 \| \| 2025 \| Campeonato de Europa en pista cubierta \| Apeldoorn \| 4.º \| 4 × 400 m \| 3:25.68 \| \| 2025 \| Relevos Mundiales \| Cantón \| Medalla de oro \| 4 × 400 m \| 3:24.13 \| \| 2025 \| Campeonato de Europa por Equipos \| Madrid \| 15.º \| 400 m vallas \| 58.27 \| | Representando a España \| Año \| Competición \| Sede \| Puesto \| Prueba \| Marca \| \| ---- \| -------------------------------------- \| --------- \| ---------------- \| --------------- \| ---------- \| \| 2021 \| Campeonato Europeo Sub-23 \| Tallin \| 12.º (sf.) \| 400 m vallas \| 57.96 \| \| 2024 \| Campeonato Iberoamericano \| Cuiabá \| Medalla de plata \| 400 m vallas \| 55.73 \| \| 2024 \| Campeonato de Europa \| Roma \| 23.º (sf.) \| 400 m vallas \| 56.27[n 1] \| \| 2025 \| Campeonato de Europa en pista cubierta \| Apeldoorn \| 4.º \| 4 × 400 m mixto \| 3:17.12 \| \| 2025 \| Campeonato de Europa en pista cubierta \| Apeldoorn \| 4.º \| 4 × 400 m \| 3:25.68 \| \| 2025 \| Relevos Mundiales \| Cantón \| Medalla de oro \| 4 × 400 m \| 3:24.13 \| \| 2025 \| Campeonato de Europa por Equipos \| Madrid \| 15.º \| 400 m vallas \| 58.27 \| | Representando a España \| Año \| Competición \| Sede \| Puesto \| Prueba \| Marca \| \| ---- \| -------------------------------------- \| --------- \| ---------------- \| --------------- \| ---------- \| \| 2021 \| Campeonato Europeo Sub-23 \| Tallin \| 12.º (sf.) \| 400 m vallas \| 57.96 \| \| 2024 \| Campeonato Iberoamericano \| Cuiabá \| Medalla de plata \| 400 m vallas \| 55.73 \| \| 2024 \| Campeonato de Europa \| Roma \| 23.º (sf.) \| 400 m vallas \| 56.27[n 1] \| \| 2025 \| Campeonato de Europa en pista cubierta \| Apeldoorn \| 4.º \| 4 × 400 m mixto \| 3:17.12 \| \| 2025 \| Campeonato de Europa en pista cubierta \| Apeldoorn \| 4.º \| 4 × 400 m \| 3:25.68 \| \| 2025 \| Relevos Mundiales \| Cantón \| Medalla de oro \| 4 × 400 m \| 3:24.13 \| \| 2025 \| Campeonato de Europa por Equipos \| Madrid \| 15.º \| 400 m vallas \| 58.27 \| | Representando a España \| Año \| Competición \| Sede \| Puesto \| Prueba \| Marca \| \| ---- \| -------------------------------------- \| --------- \| ---------------- \| --------------- \| ---------- \| \| 2021 \| Campeonato Europeo Sub-23 \| Tallin \| 12.º (sf.) \| 400 m vallas \| 57.96 \| \| 2024 \| Campeonato Iberoamericano \| Cuiabá \| Medalla de plata \| 400 m vallas \| 55.73 \| \| 2024 \| Campeonato de Europa \| Roma \| 23.º (sf.) \| 400 m vallas \| 56.27[n 1] \| \| 2025 \| Campeonato de Europa en pista cubierta \| Apeldoorn \| 4.º \| 4 × 400 m mixto \| 3:17.12 \| \| 2025 \| Campeonato de Europa en pista cubierta \| Apeldoorn \| 4.º \| 4 × 400 m \| 3:25.68 \| \| 2025 \| Relevos Mundiales \| Cantón \| Medalla de oro \| 4 × 400 m \| 3:24.13 \| \| 2025 \| Campeonato de Europa por Equipos \| Madrid \| 15.º \| 400 m vallas \| 58.27 \| | Representando a España \| Año \| Competición \| Sede \| Puesto \| Prueba \| Marca \| \| ---- \| -------------------------------------- \| --------- \| ---------------- \| --------------- \| ---------- \| \| 2021 \| Campeonato Europeo Sub-23 \| Tallin \| 12.º (sf.) \| 400 m vallas \| 57.96 \| \| 2024 \| Campeonato Iberoamericano \| Cuiabá \| Medalla de plata \| 400 m vallas \| 55.73 \| \| 2024 \| Campeonato de Europa \| Roma \| 23.º (sf.) \| 400 m vallas \| 56.27[n 1] \| \| 2025 \| Campeonato de Europa en pista cubierta \| Apeldoorn \| 4.º \| 4 × 400 m mixto \| 3:17.12 \| \| 2025 \| Campeonato de Europa en pista cubierta \| Apeldoorn \| 4.º \| 4 × 400 m \| 3:25.68 \| \| 2025 \| Relevos Mundiales \| Cantón \| Medalla de oro \| 4 × 400 m \| 3:24.13 \| \| 2025 \| Campeonato de Europa por Equipos \| Madrid \| 15.º \| 400 m vallas \| 58.27 \| | Representando a España \| Año \| Competición \| Sede \| Puesto \| Prueba \| Marca \| \| ---- \| -------------------------------------- \| --------- \| ---------------- \| --------------- \| ---------- \| \| 2021 \| Campeonato Europeo Sub-23 \| Tallin \| 12.º (sf.) \| 400 m vallas \| 57.96 \| \| 2024 \| Campeonato Iberoamericano \| Cuiabá \| Medalla de plata \| 400 m vallas \| 55.73 \| \| 2024 \| Campeonato de Europa \| Roma \| 23.º (sf.) \| 400 m vallas \| 56.27[n 1] \| \| 2025 \| Campeonato de Europa en pista cubierta \| Apeldoorn \| 4.º \| 4 × 400 m mixto \| 3:17.12 \| \| 2025 \| Campeonato de Europa en pista cubierta \| Apeldoorn \| 4.º \| 4 × 400 m \| 3:25.68 \| \| 2025 \| Relevos Mundiales \| Cantón \| Medalla de oro \| 4 × 400 m \| 3:24.13 \| \| 2025 \| Campeonato de Europa por Equipos \| Madrid \| 15.º \| 400 m vallas \| 58.27 \| |
| Año | Competición | Sede | Puesto | Prueba | Marca |
| --- | --- | --- | --- | --- | --- |
| 2021 | Campeonato Europeo Sub-23 | Tallin | 12.º (sf.) | 400 m vallas | 57.96 |
| 2024 | Campeonato Iberoamericano | Cuiabá | Medalla de plata | 400 m vallas | 55.73 |
| 2024 | Campeonato de Europa | Roma | 23.º (sf.) | 400 m vallas | 56.27 |
| 2025 | Campeonato de Europa en pista cubierta | Apeldoorn | 4.º | 4 × 400 m mixto | 3:17.12 |
| 2025 | Campeonato de Europa en pista cubierta | Apeldoorn | 4.º | 4 × 400 m | 3:25.68 |
| 2025 | Relevos Mundiales | Cantón | Medalla de oro | 4 × 400 m | 3:24.13 |
| 2025 | Campeonato de Europa por Equipos | Madrid | 15.º | 400 m vallas | 58.27 |

1. ↑  55.71  en series